# Sbarro
Sbarro é uma rede de fast-food americana especializada em pizzas ao estilo nova-iorquino vendidas em fatias e em outros pratos da culinária ítalo-americana.
Em 2011, a empresa foi classificada em 15º lugar em vendas externas entre as empresas de serviço rápido e fast-casual sediadas nos Estados Unidos pela QSR Magazine. Em 2008, a Sbarro foi classificada como o restaurante de serviço rápido nº 1 no segmento italiano pela revista Entrepreneur. A Sbarro tem mais de 600 locais em 28 países.

## História
A cadeia teve origem na grande fortuna que teve a delicatessen inicial de Gennaro e Carmela Sbarro, aberta em Brooklyn em fifties. Sbarro tem mais de 800 restaurantes, a maioria deles em Estados Unidos, e está presente em trinta e três países.